# János Vitéz
János Vitéz (em polonês/polaco:  Jan Vitéz; em castelhano:  Juan Vitéz; em croata:  Ivan Vitez od Sredne; em russo:  Янош Витез) (1408-1472) (Zredán, atual Croácia, 1408 - 9 de agosto de 1472 foi um humanista, Bispo de Großwardein, atual Oradea, Romênia, arcebispo de Esztergom, educador, diplomata, latinista, matemático, astrólogo, astrônomo húngaro de origem croata. 
Vitéz foi fundador da Universidade Istrapolitana de Bratislava, que presumivelmente foi a terceira universidade do Reino da Hungria e a primeira universidade a ser fundada em território eslovaco; apesar da breve existência dessa instituição (1465-1491), ela caracteriza proeminentemente a historiografia eslovaca.  Era tio do grande humanista latino Janus Pannonius (1434-1472).

## Biografia
János Vitéz era descendente de uma família croato-húngara muito influente na corte húngara.  Estudou inicialmente em Zagreb e posteriormente foi para a Universidade de Viena, onde estudou física, astronomia e alquimia devido aos frequentes contatos com outros humanistas.  Seu pai foi secretário do regente János Hunyadi de 1446 a 1452 e Vitéz tornou-se protonotário durante o seu reinado.  Durante a chancelaria que ocupou no reinado do Rei Sigismundo, ele provavelmente conheceu o humanista italiano Pier Paolo Vergerio, O Velho.  Com a morte de Sigismundo, ocupou a mesma função durante o reinado de Alberto da Hungria e de seu sucessor Laszló I da Hungria (Vladislav III da Polônia).  Por algum tempo, em 1437, ele foi canonista em Zagreb.  Depois ele foi para a Hungria, onde haveria de desempenhar o maior papel no desenvolvimento das instituições culturais e científicas.  Em 1440 tornou-se membro do comitê em Cracóvia que ofereceu ao rei Vladislav III da Polônia a coroa da Hungria como László I.  Foi preboste da igreja de Nagy-Várad.

## Obras
Ele foi um dos educadores de Matthias Corvinus e de Ladislao Hunyadi (1433-1457), filhos de János Hunyadi, que mais tarde se tornaria rei da Hungria.  Em 4 de Junho de 1445, tornou-se Bispo de Oradea, transformando-se em centro humanístico, onde convidou inúmeros humanistas poloneses e alemães, dentre eles Gregório de Sanok.  Lá ele construiu uma excelente biblioteca. Tanto a sua corte como a biblioteca foram transferidos de Oradea para Estrigônia em 1465, quando ele se tornou primaz da Hungria (em 11 de Maio de 1465), ou arcebispo de Esztergom - um dos dois bispados da Hungria. Nesse mesmo ano fundou a Universidade Istropolitana de Bratislava da qual também foi professor.
Durante o governo de Matthias Corvinus, ele ocupou muitos cargos.  O primeira deles, em razão de suas experiências anteriores, foi o de excelente diplomata do rei.  Em 1458, ele foi enviado a Praga na corte de Jorge de Poděbrady para libertar o rei e depois, segundo relatos do poeta e humanista italiano Antonio Bonfini (1434-1503), deu as boas vindas ao rei durante a cerimônia de posse do reino.  Ele serviu ao rei em algumas missões diplomáticas, especialmente junto a Frederico III, Imperador do Sacro Império Romano.  Depois de 1464 tornou-se atuante na mais alta e secreta chancelaria, junto com István Várdai (1425-1471), porém não tomou decisões importantes neste cargo.  Duranta a década de 1460 tornou-se estranho ao rei e em 1471 participou de uma conspiração contra o governante.
Vitéz, que falava e escrevia em excelente latim, teve papel relevante no círculo internacional de humanistas na corte de Matthias Corvino, alguns dos quais eram cientistas proeminentes, tais como Regiomontanus, Marcin Bylica (1433-1493), Georg von Peuerbach, e o fabricante de instrumentos astronômicos Hans Dorn.  Tinha interesse especial por ciências naturais e promovia esses estudos.  Foi fundador da academia e da biblioteca de Oradea e da Universidade Istrapolitana, na atual Bratislava.  Promoveu pesquisas de astrologia e astronomia, mandou construir e fez ele mesmo inúmeros instrumentos astronômicos, e fundou o Observatório de Esztergom.  É algumas vezes chamado de Pai do Humanismo Húngaro.
Como principal organizador da rebelião contra o rei (1471-1472), Mathias Corvino o perdoou inicialmente, depois mandou aprisionar o cardeal em Visegrád, e finalmente foi mantido em custódia em Esztergom onde perdeu seus privilégios e propriedades.  Pouco depois, ficou doente e morreu. Era chamado de Pater patriae (Pai da Pátria).